# Vernon De Marco Morlacchi
Vernon De Marco Morlacchi (Córdoba, Argentina, 18 de noviembre de 1992) es un futbolista argentino-eslovaco. Juega como defensor y milita en el Panserraikos de la Superliga de Grecia. Es internacional absoluto con la selección de fútbol de Eslovaquia.

## Biografía
Cordobés de nacimiento, partió hacia el Viejo Continente desde muy chico y allí forjó toda su carrera futbolística. Tras vivir 10 años en Rosario por cuestiones de trabajo de mudaron a Mallorca, España. Comenzó a jugar a los 12 años en U.D Arenal de la ciudad donde vivía, jugando allí 5 años, el último de juveniles lo jugó en la Primera División de juveniles de España y luego de eso un año en Tercera División. Ascendió ese año a Segunda División B y le salió una oferta de Segunda División de Eslovaquia que no rechazó. Allí ascendió a Primera con Michalovce. Donde jugó un año antes de irse por cesión a Slovan Bratislava, club al que fue transferido meses después.
En 2016 estuvo a prueba en Levante U. D. de España.[cita requerida]

## Selección nacional
En agosto de 2021 fue convocado por primera vez con la selección de Eslovaquia para disputar tres encuentros de clasificación para el Mundial 2022. Tuvo que esperar hasta el 14 de noviembre para realizar su debut en un partido de la misma fase de clasificación ante Malta en el que marcó uno de los goles del triunfo eslovaco.

### Participaciones en Eurocopas
| Copa          | Sede     | Resultado        | Partidos | Goles |
| ------------- | -------- | ---------------- | -------- | ----- |
| Eurocopa 2024 | Alemania | Octavos de final | 0        | 0     |

## Clubes
| Club                        | País       | Año       |
| --------------------------- | ---------- | --------- |
| C. D. Constancia            | España     | 2011-2012 |
| M. F. K. Zemplín Michalovce | Eslovaquia | 2012-2017 |
| →Š. K. Slovan Bratislava    | Eslovaquia | 2016      |
| Š. K. Slovan Bratislava     | Eslovaquia | 2017-2023 |
| →Lech Poznań                | Polonia    | 2017-2019 |
| Hatta Club                  | EAU        | 2023-2024 |
| Apollon Limassol            | Chipre     | 2024-2025 |
| Panserraikos                | Grecia     | 2025-     |

## Palmarés

### Títulos nacionales
| Título                  | Club                    | País       | Año  |
| ----------------------- | ----------------------- | ---------- | ---- |
| Copa de Eslovaquia      | Š. K. Slovan Bratislava | Eslovaquia | 2017 |
| Superliga de Eslovaquia | Š. K. Slovan Bratislava | Eslovaquia | 2020 |
| Copa de Eslovaquia      | Š. K. Slovan Bratislava | Eslovaquia | 2020 |
| Superliga de Eslovaquia | Š. K. Slovan Bratislava | Eslovaquia | 2021 |
| Copa de Eslovaquia      | Š. K. Slovan Bratislava | Eslovaquia | 2021 |
| Superliga de Eslovaquia | Š. K. Slovan Bratislava | Eslovaquia | 2022 |
| Superliga de Eslovaquia | Š. K. Slovan Bratislava | Eslovaquia | 2023 |